# هنري الكسندر أوغدن
هنري الكسندر أوغدن (بالإنجليزية: Henry Alexander Ogden)‏ هو رسام أمريكي، ولد في 17 يوليو 1856 في فيلادلفيا في الولايات المتحدة، وتوفي في 14 يونيو 1936 في إنغلوود في الولايات المتحدة.